# Centro Cultural de la Escuela Nacional de Bellas Artes
El Centro Cultural de la Escuela Nacional de Bellas Artes o Antigua Casa de Depósitos es un edificio situado en el centro histórico de Lima (Perú). Fue diseñado por Ricardo de Jaxa Malachowski en estilo Beaux Arts y construido en 1917. El inmueble ha tenido diversos usos y actualmente se emplea como centro de exposiciones y como aulas de enseñanza. Está situado en la esquina de los jirones Huallaga y Azángaro.

## Historia y arquitectura
En 1905 se creó la Casa de Depósitos y Consignaciones. Su carácter financiero se reflejó en su sede, que a la manera de un banco tiene un primer piso de fácil acceso desde la calle dedicado a atender al público, y oficinas en las plantas superiores.
El edificio fue diseñado por el arquitecto de origen polaco Ricardo de Jaxa Malachowski según los postulados del estilo Beaux Arts tardío. El primer piso hace las veces de basamento, con almohadillado de rayas horizontales, y una serie de aperturas coronadas por arcos de medio punto. En el segundo y el tercer pisos se destacan dos columnatas de orden dórico separadas de la fachada, con frontones y cornisas con modillones fuertemente moldeados.
El interior se organiza en torno a tres salas de exposición formadas por tres peristilos unidos y cubiertos por vitrales fabricados en Burdeos (Francia). Las oficinas y salas de reunión de los directivos estaban en torno a ese espacio, debajo del cual se encuentran las bóvedas.

## Galería

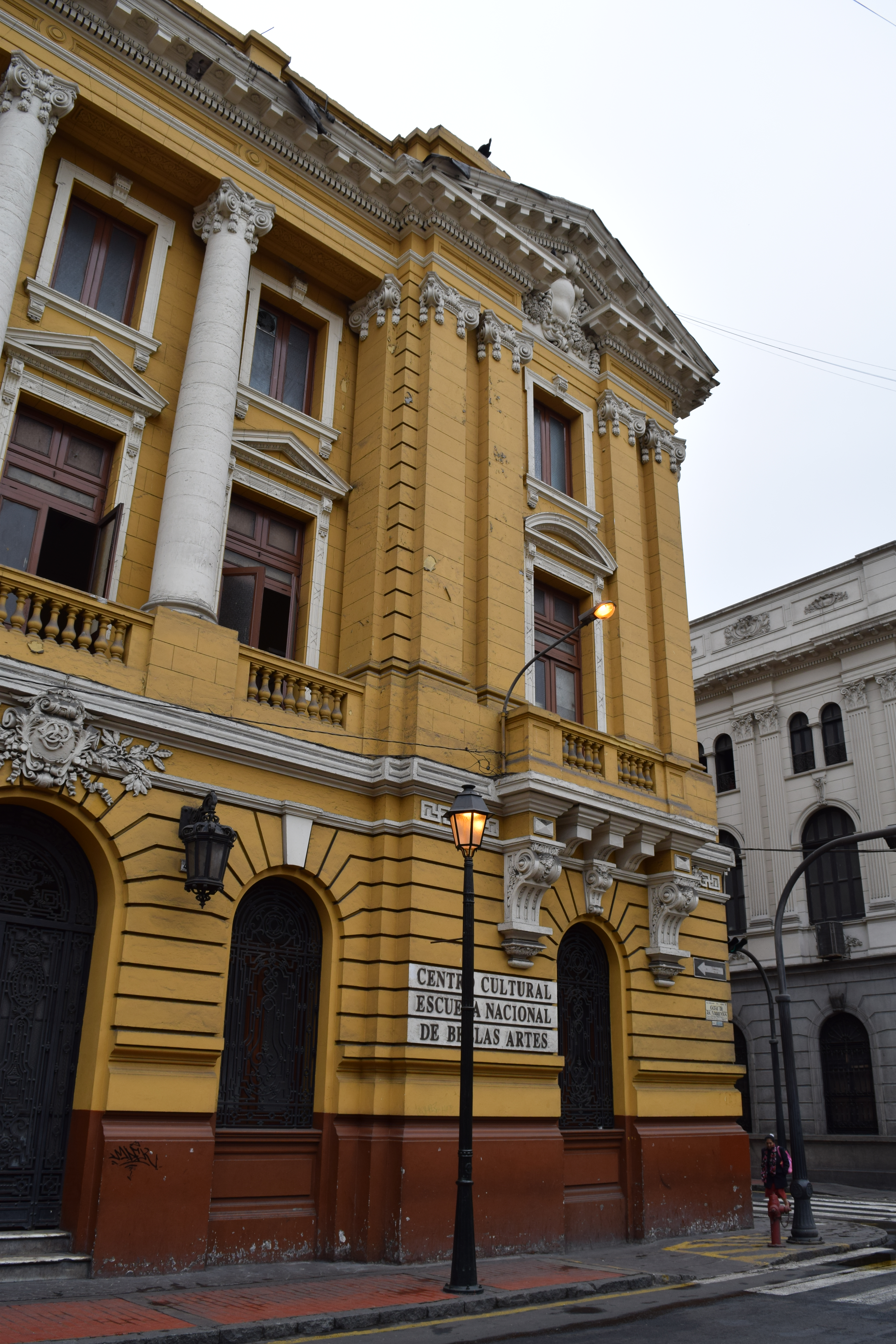